# 禾聯碩

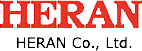
禾聯舊標誌（-2019）

禾聯舊標誌（2019-2022）

禾聯碩股份有限公司（英語：HERAN Co., Ltd.，簡稱：禾聯，臺證所：5283）是中華民國一間以電子工業為業務核心的企業。其前身為聯碩光電，於2009年8月更改為現名。該公司股票於2011年上興櫃；2019年5月24日上市。YAMADA山田家電是其子品牌。

## 名稱由來
「禾」指的是禾苗，「聯」指的是結合、聯合，由一株一株的秧苗開始種植，一步一步聯合成一片開墾的稻田，意指如台灣人的精神：「鋤禾日當午，汗滴禾下土，誰知盤中飧，粒粒皆辛苦」的精神。

## 歷史

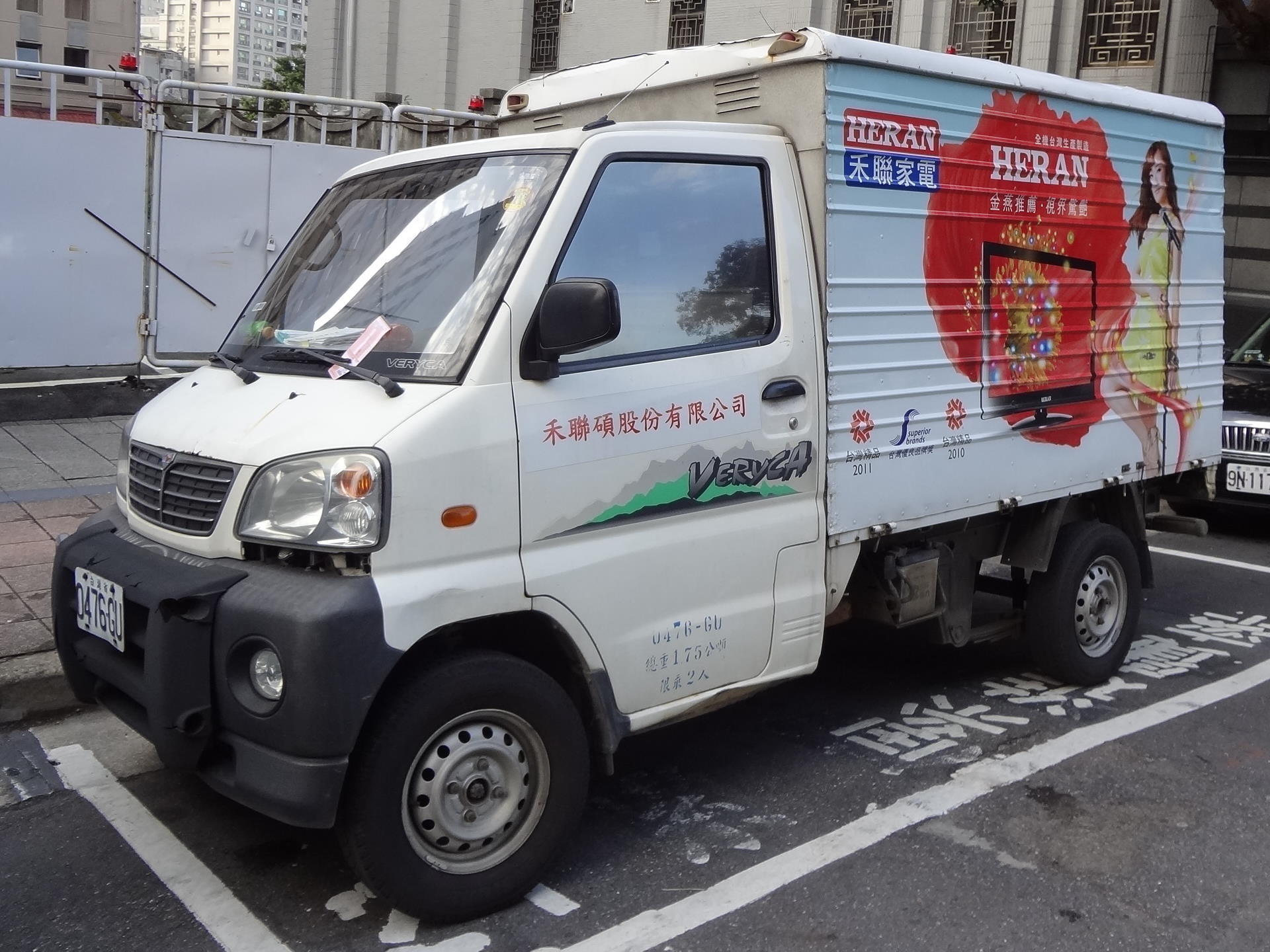
禾聯碩的小貨車

- 1978年，蔡金土於臺北市通化街承接總雁電器行。
- 1994年，蔡金土創立禾聯股份有限公司，以超低價分離式冷氣機切入市場。
- 2001年11月6日，歌林公司關係企業功林數位科技宣布取代禾聯，成為三星電子家電產品台灣總代理。
- 2002年5月，聯碩光電股份有限公司成立，從事液晶顯示器製造。
- 2003年3月，聯碩光電發表30吋液晶顯示器，OEM銷售給國內外大廠。
- 2004年6月，聯碩光電開始以自有品牌「禾聯液晶」銷售液晶顯示器。
- 2005年1月，取得ISO9001：2000認證。
- 2006年，稱霸臺灣大賣場的家電業者太尹電化商品倒閉，太尹大部分產品由聯碩光電代工生產，新臺幣3億元貨款蒸發。當時聯碩光電股本只有新臺幣2.8億元，蔡金土個人增資新臺幣1.5億元重新出發。
- 2006年6月，於台北國際電腦展發表全世界第一台安卓環境的智慧電視。
- 2006年12月，推出「S.E.E.D」機上盒並申請專利。
- 2006年12月，發表47吋液晶顯示器，為當時國內最大尺寸別。
- 2007年11月，推出全國第一台可錄影的液晶顯示器。
- 2007年12月，盈餘轉增資新臺幣6.02千萬元，股本為新臺幣4.902億元。
- 2008年1月，取得IECQ「QC 080000」證書。
- 2008年7月，自主研發開放平台安卓智慧聯網電視「HERTV」上市。
- 2008年12月，聯碩光電推出全國第一台卡拉OK液晶顯示器，謝金燕擔任代言人。
- 2009年8月，聯碩光電正式更名為禾聯碩股份有限公司。
- 2009年10月，併入「禾聯空調」銷售業務。
- 2009年11月，推出三頻雙錄影的HI-HDLCD。
- 2009年11月，榮獲第18屆台灣精品獎並發表LED液晶顯示器。
- 2010年3月，禾聯碩總部搬遷至桃園縣龜山鄉（今桃園市龜山區）華亞科技園區科技三路88號（此總部於2010年5月啟用）。
- 2010年8月，榮獲第7屆台灣優良品牌。
- 2010年9月，榮獲桃園縣政府第4屆桃園縣傑出企業獎。
- 2010年12月，榮獲第19屆台灣精品獎6系列共33款機型。
- 2011年8月，榮獲桃園縣政府2011年桃園縣績優企業卓越獎之創新企業獎。
- 2011年12月，榮獲第20屆台灣精品獎7系列共38款機型。
- 2012年10月，禾聯碩股票獲准登錄興櫃。
- 2013年4月，無邊視界系列榮獲第21屆台灣精品獎銀質獎。
- 2013年4月，榮獲第21屆台灣精品獎8系列共42款機型。
- 2013年11月，榮獲財政部北區國稅局頒發開立發票績優營業人表揚。
- 2013年12月，4K絕對美液晶系列上市。
- 2014年3月，推出全國最大8.5KW窗機。
- 2014年4月，榮獲第22屆台灣精品獎6系列共18款機型。
- 2014年6月，具備內件網路第四台功能之HERTV 二代上市。
- 2014年12月，55吋4K曲面OLED液晶上市。
- 2014年12月，推出14KW超大型變頻冷氣。
- 2014年12月，榮獲第23屆台灣精品獎6系列共21款機型。
- 2015年12月，禾聯HER TV智慧聯網液晶及空調產品，榮獲第24屆台灣精品獎。
- 2016年1月，禾聯家電吉祥物「熊HER（尚好）」誕生。
- 2016年7月，研發具備生物辨識功能的廣告用液晶顯示器
- 2016年9月，於台中精密園區自購土地建設，禾聯台中廠6000坪廠辦。
- 2016年11月，於台南新吉工業區自購土地建設，禾聯台南廠2800坪廠辦。
- 2016年11月，於高雄和發工業區自購土地建設，禾聯高雄廠4500坪廠辦。
- 2016年12月，禾聯空調產品，連續7年榮獲台灣精品獎。
- 2016年12月，禾聯液晶產品，連續8年榮獲台灣精品獎。
- 2017年1月，禾聯家電第二位吉祥物「熊SWEET（尚水）」誕生。
- 2017年1月，購入嘉義土地做為嘉義地區營業使用。
- 2017年4月，發表IoT聯網空調、清淨機系列產品，正式進入物連網家電時代。
- 2017年4月，液晶產品及空調產品，榮獲第25屆台灣精品獎。
- 2017年11月，榮獲北區國稅局頒發開立發票績優營業人表揚。
- 2017年12月，推出國產品牌最大100型液晶顯示器。
- 2017年12月，業界首創一體耐衝擊抗藍光玻璃液晶顯示器。
- 2017年12月，雲端空調產品，榮獲第26屆台灣精品獎。
- 2017年12月，榮獲台灣精品成就獎殊榮。
- 2018年4月，購入宜蘭服務中心房地。
- 2018年7月，台中、台南、高雄營運中心啟用。
- 2018年11月，榮獲國稅局頒發開立發票績優營業人。
- 2018年11月，產品發表會發表情境自動化，GPS定位觸發等之IoT系統，建構智慧家電生態鏈。
- 2019年1月，禾聯家電第三位吉祥物「熊HER WIN（尚好運）」誕生。
- 2019年1月，禾聯碩獲臺灣證券交易所上市審議通過。
- 2019年5月24日，禾聯碩於臺灣證券交易所股票上市。
- 2019年7月，獲得蘋果公司開發商及製造商認證（MFi認證）。
- 2019年11月，發表人工智慧自然語言理解之語音辨識系統，進入AIoT時代。
- 2020年11月25日，Apple Homekit智慧空調、量子點液晶顯示器榮獲2021台灣精品獎。
- 2020年11月，發表智能門鎖產品並家電系統生態鏈整合並獲得發明專利。
- 2021年1月1日，獲禾聯碩冠名贊助之新北市成棒隊冠名為新北禾聯棒球隊。
- 2021年9月，獲選經濟部工業局第六屆潛力中堅企業。
- 2021年12月，發表國台語語音辨識系統之IoT系列產品。
- 2022年1月1日，楊勇緯擔任空調代言人。
- 2022年10月，空調、液晶、抑菌扇產品榮獲第31屆台灣精品獎。
- 2022年11月17日，禾聯碩與台灣夏普合資成立夏禾電器販賣股份有限公司。
- 2024年3月4日，蔡金土逝世，獨子蔡柏毅接任董事長[1] 。
- 2024年5月13日，榮獲北區國稅局電子發票績優營業人。

## 子品牌
禾聯集團創辦人在遲暮之年更加嚮往山林田野的閑靜，為實現一種猶如翠綠山巒、油亮田野、朗朗青空、清澈泉水沁入產品的境界，委託日本設計公司塑造YAMADA 山田家電品牌，風格簡約意念卻深遠，創造可以輕鬆擁有的日式風格品牌，於2021年在市場推出。
山田家電主要專攻廚房家電、小家電產品；2023年發表全新變頻空調，初期以家用空調為主，並定位在中低階市場，還邀請日本放浪兄弟成員AKIRA擔任年度代言人。

## 外部連結
- 禾聯碩股份有限公司 （页面存档备份，存于）
- 禾聯碩的Instagram帳戶
- 禾聯碩的Facebook專頁
- YouTube上的禾聯碩頻道
- 台灣公司資料 （页面存档备份，存于）
- YAMADA 山田家電